# Комета Беннетта
Комета C/1969 Y1 (Беннетта) — одна из двух ярких комет, наблюдавшихся невооруженным глазом в 1970-х годах (наряду с кометой Веста). Благодаря своей яркости относится к числу великих комет. Стала второй кометой в истории астрономии, наблюдавшейся с борта искусственных спутников Земли.

## Открытие и наблюдения
Комета была открыта вечером 28 декабря 1969 года южноафриканским астрономом-любителем Джоном К. Беннеттом на 125-миллиметровом рефракторе в Претории. Обнаружение произошло всего через 15 минут после начала поиска комет по программе, которую он проводил в течение многих лет, но не смог ничего открыть в течение 333 часов за предыдущие три года. Беннетт оценил яркость кометы в 8,5 величину и описал ее как маленькую, диффузную, без заметного хвоста. Он сообщил о своем открытии в официальные организации и смог повторить наблюдение кометы на следующий вечер.
Дальнейшие независимые открытия были сделаны в Южной Африке и Австралии в следующие ночи. В первые дни января 1970 года комета наблюдалась многими наблюдателями в южном полушарии, при этом ее яркость поначалу менялась лишь незначительно. В конце января блеск достиг около 7-й величины, и впервые был обнаружен хвост длиной 1°. К концу февраля комету уже можно было наблюдать невооруженным глазом, а длина хвоста достигла 5°.
В марте яркость кометы быстро возросла, и наблюдатели в южных районах северного полушария также смогли впервые увидеть ее на утреннем небе. К середине месяца яркость достигла около 0m, а длина хвоста 10°. Хвост отличался переплетающимися нитевидными структурами и необычно большим количеством пыли. 22 марта комета для наблюдателей на Земле достигла своего минимального углового расстояния от Солнца, и через несколько дней ее видимость для наблюдателей в южном полушарии закончилась, перейдя на северное небо. Яркость кометы снова медленно уменьшалась. Вид и структура хвоста менялись от ночи к ночи, в нем появлялись веерообразные лучи, а также можно было наблюдать анти-хвост. К концу месяца комета была циркумполярным объектом и поэтому была видна всю ночь, яркость все еще составляла 1,5m, длина газового хвоста была 10°, а пылевого хвоста — не менее 20°.
Хотя комета продолжала терять яркость, наибольшая длина хвоста более 20° наблюдалась в первой половине апреля. И газовый, и пылевой хвосты показали быстрые изменения, изгибы и уплотнения. Последние наблюдения невооруженным глазом были сделаны в мае, к концу месяца яркость кометы упала до 7-й величины, а длина хвоста уменьшилась до 2,5°.
С августа хвоста не было видно, в середине сентября яркость все еще была около 11-12m, а к середине ноября она упала до 13m. Последнее фотографическое наблюдение было сделано 27 февраля 1971 года Элизабет Рёмер на станции Каталина в Аризоне. Попытка снова найти комету в конце июня была неудачной.
Максимальная яркость кометы достигала 0,5 величины, что сделало ее седьмой самой яркой кометой с 1935 года.

## Научные исследования
Вскоре после того, как стало возможным вычислить первые орбитальные элементы, предположили, что комета станет «ярким объектом для наблюдения невооруженным глазом». Было показано, что он объединил в себе три благоприятных свойства, которые сделали его исключительной кометой для наблюдения: короткое расстояние перигелия от Солнца, малое расстояние от Земли и большая яркость. Поэтому были начаты многочисленные исследовательские проекты, так что комета Беннетта стала самой фотографируемой и тщательно исследованной кометой своего времени.

### Ультрафиолетовый диапазон
Несколькими годами ранее предполагалось, что кометы окружены газовой оболочкой из водорода, которую можно обнаружить с помощью наблюдений в ультрафиолетовой линии Лайман-α на 121,5 нм. Однако такие наблюдения невозможны с Земли, поскольку ультрафиолетовый свет не проходит сквозь атмосферу. Первое наблюдение кометы в ультрафиолете произошло в январе 1970 года, когда Орбитальная астрономическая обсерватория (ОАО-2) зарегистрировала спектр кометы C/1969 T1 (Таго-Сато-Косака) и подтвердила предсказанную газовую оболочку. Когда комета Беннетта достигла благоприятного положения для наблюдений из космоса в феврале того же года, она также систематически наблюдалась с помощью ОАО-2 с середины марта до середины апреля в связи с этим открытием, чтобы отследить временные и пространственные изменения кометной комы. В дополнение к линии Лайман-α были также измерены эмиссионные линии ОН, NH и CN.
По фотометрическим данным, полученным с ОАО-2, можно было определить скорость образования ОН и Н, а также их зависимость от расстояния кометы от Солнца. Полученные результаты подтвердили предположение о том, что производство газа кометами на малых расстояниях от Солнца определяется испарением воды из ядра. Общая потеря воды при ее прохождении через внутреннюю Солнечную систему оценивалась примерно в 200 млн т.
1 и 2 апреля комета впервые была обнаружена Орбитальной геофизической обсерваторией (OGO-5). С помощью более чувствительного фотометра, чем на ОАО-2, удалось обнаружить выбросы атомов водорода на расстоянии до нескольких миллионов км от ядра кометы. Масса этого водорода может быть оценена из измерений примерно в 2 миллиона тонн. После этих первых успешных измерений было решено продолжить наблюдения кометы с приборами на борту OGO-5, и к 30 апреля были получены в общей сложности двенадцать карт интенсивности излучения кометы в линии Лайман-α. Карты показывают эволюцию водородной оболочки в течение месяца. 1 апреля, когда комета находилась на расстоянии около 0,6 а. е. от Солнца, водородная оболочка имела протяженность 20 × 15 миллионов км, после чего она медленно сокращалась. Выведенная скорость производства атомов водорода была сопоставима со значением, полученным из наблюдений ОАО-2. В дальнейших исследованиях были предприняты попытки теоретически обосновать результаты измерений с большей согласованностью и создать уточненные модели образования водородных оболочек.

### Видимый свет
В Центре космических полетов Годдарда в Мэриленде с 28 марта по 18 апреля 1970 года были сделаны снимки кометы с интерференционными фильтрами на разных длинах волн в фиолетовом, синем, зеленом и желтом диапазонах спектра. В частности, были оценены эмиссионные линии CN, C2, CO+ и Na. Из этих и других снимков, сделанных 8 и 9 апреля в Гамбургской обсерватории в белом свете, были созданы карты комы кометы с линиями равной яркости (изофоты) на расстоянии до 150 000 км от ядра. Аналогичные исследования проводились также с 31 марта по 27 апреля на Мемориальной обсерватории Хьюма Кронина в Университете Западного Онтарио в Канаде. Там также были сделаны изображения кометы с интерференционными фильтрами на разных длинах волн в фиолетовых, синих и зеленых областях спектра. В частности, были измерены линии излучения CN и C2, а их профили интенсивности в параллельном и перпендикулярном направлениях к хвосту кометы были оценены и отображены в виде изофот.
С 30 марта по 7 мая 1970 г. в обсерватории Университета Толедо в Огайо проводились спектрографические исследования кометы. В рамках наблюдений были получены профили яркости линий излучения C2 и CN на расстоянии до 100 000 км от ядра кометы. Также по изображениям от 18 апреля был создан профиль яркости «запрещенной» эмиссионной линии атома кислорода на длине волны 630 нм. Предполагалось, что эти атомы являются результатом распада СО2 и что комета Беннетта содержала большее количество СО2, чем воды. Эти же изображения были также использованы для создания профиля яркости иона H2O+ на расстоянии примерно 100 000 км от ядра и определения темпа его производства. Результаты были впоследствии пересмотрены путем улучшения обработки данных. Тем не менее, точный процесс образования радикалов в коме кометы остается неясным. Например, количество радикала ОН не может быть объяснено исключительно распадом воды, испаряющейся из ядра.
С 7 по 18 марта были сделаны снимки кометы в Межамериканской обсерватории Cerro Tololo в Чили, на которых хвост кометы не показывал заметных нарушений. Это указывает на то, что в этот период происходили относительно спокойные взаимодействия между солнечным ветром и связанными с ним магнитными полями и кометой.
Снимки, полученные в Астрофизической обсерватории Асьяго в Италии с конца марта до конца мая, были оценены на предмет распределения газа и пыли в хвосте кометы Беннетта. 3/4 апреля было замечено, что газовый хвост кометы оторвался от комы. Спектры нейтральной газовой оболочки показали эмиссионные линии CN, C2, C3, CH, NH2 и Na. Газовый хвост демонстрировал ежедневные флуктуации интенсивности и структуры, что указывало на очень нерегулярное производство CO+.
В частности, были предприняты попытки сопоставить заметный излом, который наблюдался в газовом хвосте кометы 4 апреля, с одновременными измерениями солнечной активности и солнечного ветра. Для этой цели использовались данные измерений, которые одновременно проводились космическими аппаратами OGO-5, Vela 5, HEOS-1 и Pioneer 8, а также экспериментом ALSEP, установленным на лунной поверхности Аполлоном-12. В первом исследовании в измеренной динамике солнечного ветра не было обнаружено событий, которые могли бы объяснить деформации хвоста кометы. Однако дальнейшее исследование пришло к выводу, что, во-первых, динамика солнечного ветра, измеренная вблизи Земли, вероятно, будет отличаться от динамики вблизи кометы, и, во-вторых, мониторинг солнечного ветра был неполным с точки зрения местоположения и времени, так что по деформациям хвоста кометы, тем не менее, можно проследить события солнечного ветра.
На трех красных снимках кометы, сделанных в Тюрингской государственной обсерватории в Таутенбурге с 5 по 8 мая, когда Земля находилась почти в плоскости орбиты кометы, были обнаружены две аномальные структуры в хвосте: радиальная структура и один короткий, обращенный к Солнцу острый пик, вероятно, образованный пылью кометы. Более поздний анализ этих наблюдений дал свидетельство об особенностях «структуры горловины» (NLS) в пылевом хвосте кометы, которая была теоретически получена только в 1977 году.

### ИК-диапазон
Наблюдения за развитием яркости кометы в инфракрасном диапазоне с конца марта до середины апреля 1970 года проводились в Лунной и Планетной Лаборатории в Аризоне. Кроме того, 31 марта 1970 года были проведены наблюдения с помощью инфракрасного телескопа на борту Learjet.
4 апреля 1970 года комету Беннетта измеряли фотометрически в обсерватории О’Брайена в Университете Миннесоты в ближнем и среднем инфракрасном диапазоне на длине волны 2-20 мкм. В дополнение к чернотельному континууму около 500 К на коротких волнах была также обнаружена линия излучения на 10 мкм, которая была приписана силикатным зернам в пыли кометы. Результат наблюдений был подтвержден еще одним измерением 21 апреля в Национальной обсерватории Китт-Пик в Аризоне.

### Радиодиапазон
С помощью радиотелескопа Обсерватории Грин-Бэнк в Западной Виргинии в течение шести дней в середине марта 1970 года были предприняты попытки обнаружить излучение формальдегида на частоте 4,83 ГГц. Аналогичным образом, радиотелескоп Военно-морской исследовательской лаборатории Соединенных Штатов в Мэриленде в течение четырех дней в конце марта 1970 года попытался обнаружить излучение молекул воды на частоте 22,2 ГГц. В обоих случаях такие выбросы не были обнаружены.

### Другое
Комету Беннетта также включили в программу наблюдений астронавтов на борту «Аполлона-13». После того, как комета была сфотографирована 13 апреля 1970 года, ее должны были снова снять 14 апреля после окончания ежедневной телевизионной трансляции. Во время маневра, в ходе которого космический корабль должен был быть переориентирован для этих съемок, взорвался один из кислородных баллонов, и последующие меры по спасению экипажа отменили все дальнейшие научные программы.
В 1973 году Делсемм и Руд впервые попытались определить радиус и альбедо нескольких комет, включая комету Беннетта, из измерений яркости на больших расстояниях от Солнца и наблюдали производство газа на малых расстояниях от Солнца. Предполагая, что ядро кометы состоит в основном из водяного льда и что вся поверхность полностью покрыта снегом, который возгоняется при приближении к Солнцу, для ядра кометы может быть получено альбедо приблизительно 0,66. Это значение значительно выше, чем значения, которые были позже найдены для поверхности комет, что, вероятно, было связано с неверными допущениями и неправильными измерениями яркости кометы. Тем не менее, их метод расчета был новаторским для дальнейших исследований.

## Орбита
Благодаря удобному взаимному расположению кометы и Земли (элонгация все время больше 32°), она непрерывно наблюдалась с момента открытия на южном небе вплоть до середины сентября 1970 года вблизи северного полюса неба. По данным 391 наблюдений за период около 10 месяцев Марсден смог определить эллиптическую орбиту для кометы, которая наклонена к эклиптике примерно на 90°. Таким образом, ее орбита перпендикулярна орбитам планет. В ближайшей к Солнцу точке орбиты (перигелии), который комета последний раз проходила 20 марта 1970 года, она находилась немного дальше от Солнца, чем самая внутренняя планета Меркурий, на расстоянии около 80,4 млн км. 26 марта она приблизилась к Земле до 0,69 а. е. / 103,0 млн км.
Еще в 1973 году Марсден, Секанина и Йоманс показали, что орбиту кометы лучше всего описывать, если в дополнение к гравитационным силам принять во внимание и негравитационные. Для исходной орбиты кометы перед приближением к внутренней Солнечной системе они определили эллипс со значением для большой полуоси приблизительно 135 а. е., что соответствует периоду около 1570 лет. В следующем исследовании, проведенном в 1978 году, Марсден, Секанина и Эверхарт дали новые значения для исходной и будущей большой полуоси. Однако в этом расчете снова учитывались только гравитационные силы.
Согласно последним исследованиям Круликовской, в которых были учтены 548 наблюдений за период около 10 месяцев, а также негравитационные силы, верно следующее: комета движется по чрезвычайно вытянутой эллиптической орбите вокруг Солнца. С учетом неопределенности орбитальных элементов и негравитационных сил, ее орбита имела эксцентриситет около 0,9960 и большую полуось около 135,5 а. е. за некоторое время до прохождения внутренней Солнечной системы в 1970 году, так что ее период обращения составлял около 1575 лет. Поэтому комета могла появиться в древности около 395 года. В результате возмущений от планет, а именно при прохождениях в 5 а. е. от Сатурна 24 августа 1968 г. и в 6 а. е. 2 ноября 1971 г., а также в 5 а. е. от Юпитера 23 марта 1970 г., эксцентриситет орбиты слегка увеличился до 0,9962, а большая полуось — до 140 а. е., так что период обращения увеличился до 1660 лет. Когда комета достигнет самой отдаленной точки (афелия) своей орбиты около 2800 года, она окажется на расстоянии 41,8 миллиарда километров от Солнца, почти в 280 раз дальше Земли и в 9 раз дальше, чем Нептун. Ее орбитальная скорость в афелии составляет всего около 0,11 км/с. Ожидается, что следующее возвращение кометы к перигелию состоится около 3630 года.
В исследовании, проведенном Хасэгавой, комета Беннетта была предложена в качестве кандидата на возможное отождествление с кометой, наблюдавшейся в Китае и Европе в сентябре 363 года, но это предположение не было подтверждено.